# Засина, Роксана
Роксана Засина (пол. Roksana Zasina; 21 августа 1988, Лодзь, Польша) — польская спортсменка, борец вольного стиля, чемпионка Европы, призёр Европейских игр, чемпионатов мира и Европы, участница Олимпийских игр в Токио.

## Биография
Родилась в 1988 году. В 2011 и 2012 годах становилась чемпионкой Польши. В 2013 году стала чемпионкой Европы. В 2015 году завоевала серебряную медаль Европейских игр. В 2016 году стала бронзовой призёркой чемпионата Европы. В 2017 году завоевала бронзовую медаль чемпионата мира. В 2018 году стала серебряной призёркой чемпионата Европы.
На чемпионате Европы 2021 года, который проходил в апреле в Варшаве, в весовой категории до 55 кг, польская спортсменка завоевала серебряную медаль. 